# Сан-Луїс-Обіспо
Сан-Луїс-Обіспо (англ. San Luis Obispo, іспанське для Св. Луїс, єпископ) — місто (англ. city) в США, адміністративний центр округу Сан-Луїс-Обіспо на центральному узбережжі штату Каліфорнія. Населення — 47 063 особи (2020). Розташоване на півдорозі між Сан Франциско і Лос Анджелесом. Засноване в 1772, Сан Луїс Обіспо є однією з найстаріших Каліфорнійських громад. Прилягає до Каліфорнійського політехнічного університету.

## Історія

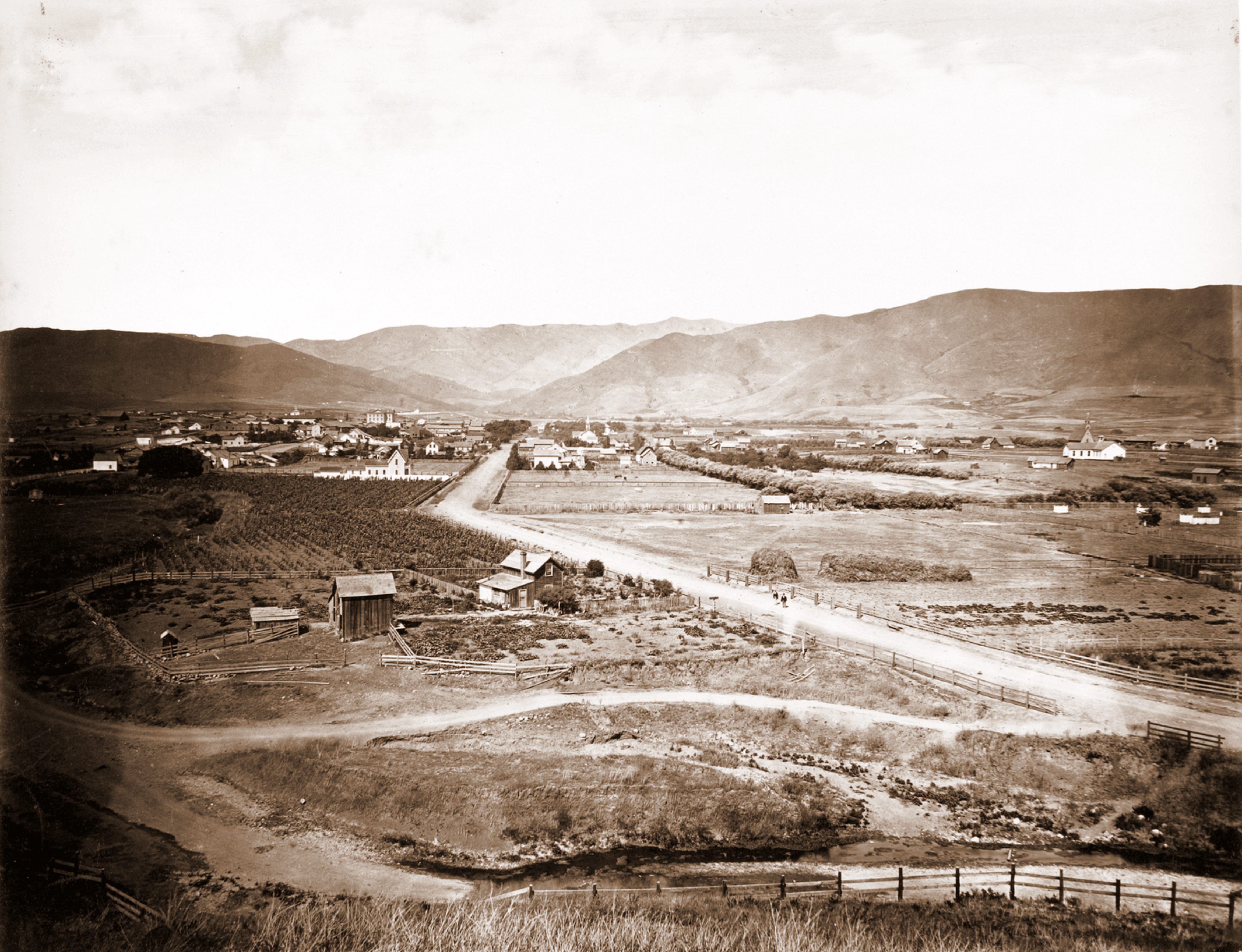
Місто в 1876

Найраніше поселення людей на місцевості — народність чумаші, які селилися в околицях приблизно від 10,000 до 5,000 років до н.е..
Народ Чумашів були найпершими жителями цього району. Найперше село розташовувалося на півдні від Сан-Луїс-Обісло та відображало ландшафт епохи раннього голоцену коли річки просувалися всередину країни. Чумаши використовували морські ресурси заток та бухт уздовж центрального узбережжя та населяли поселення сіл, включаючи міста в Лос Оссос та Морро-Крік.
Під час іспанської імперії у світі, зокрема у 1769 році, іспанець Франциско Джуніпер Серра отримав наказ з Іспанії, щоб принести католикам віру від вихідців із Альта Каліфорнія, ідея була об'єднати імперії під однаковими релігіями та мовами. Місія Сан-Дієго була першою іспанською місією заснованій у Альта Каліфорнії того ж року.

## Географія
Сан-Луїс-Обіспо розташований за координатами 35°16′7″ пн. ш. 120°40′11″ зх. д. / 35.26861° пн. ш. 120.66972° зх. д. (35.268480, -120.669756). За даними Бюро перепису населення США в 2010 році місто мало площу 33,49 км², з яких 33,09 км² — суходіл та 0,40 км² — водойми.
Сан — Луїс-Обіспо знаходиться на Західному узбережжі США та в центральному узбережжі Каліфорнії. Тихий океан є тільки 11 миль (18 км) на захід від Сан-Луїс-Обіспо. Гора Санта Люсія лежить на схід від Сан-Луїс-Обіспо. Ця гора знаходиться у верхів'їв Сан-Луїс-Обіспо-Крік, яка охоплює місто та впадає в Тихий океан.
Сан — Луїс-Обіспо є активною зоною, є ряд прилеглих несправностей, включаючи розлом Сан-Андреас.
Дев'ять Сестер це ряд пагорбів, які частково проходять через Сан-Луїс-Обіспо. Геологічно зазначено, що це вулканічні пробки, шість з яких відкриті для громадського відпочинку.

### Клімат
| Клімат : Сан-Луїс-Обіспо | Клімат : Сан-Луїс-Обіспо | Клімат : Сан-Луїс-Обіспо | Клімат : Сан-Луїс-Обіспо | Клімат : Сан-Луїс-Обіспо | Клімат : Сан-Луїс-Обіспо | Клімат : Сан-Луїс-Обіспо | Клімат : Сан-Луїс-Обіспо | Клімат : Сан-Луїс-Обіспо | Клімат : Сан-Луїс-Обіспо | Клімат : Сан-Луїс-Обіспо | Клімат : Сан-Луїс-Обіспо | Клімат : Сан-Луїс-Обіспо | Клімат : Сан-Луїс-Обіспо |
| Показник                 | Січ.                     | Лют.                     | Бер.                     | Квіт.                    | Трав.                    | Черв.                    | Лип.                     | Серп.                    | Вер.                     | Жовт.                    | Лист.                    | Груд.                    | Рік                      |
| Абсолютний максимум, °C  | 32,2                     | 31,7                     | 33,3                     | 40,0                     | 38,9                     | 42,2                     | 43,9                     | 41,7                     | 45,6                     | 42,8                     | 36,7                     | 33,3                     | 45,6                     |
| Середній максимум, °C    | 16,2                     | 16,7                     | 17,6                     | 19,1                     | 20,7                     | 22,8                     | 24,4                     | 24,9                     | 24,9                     | 23,2                     | 19,6                     | 16,2                     | 20,6                     |
| Середня температура, °C  | 11,3                     | 11,9                     | 12,6                     | 13,7                     | 15,2                     | 17,0                     | 18,4                     | 18,8                     | 18,6                     | 17,0                     | 14,0                     | 11,2                     | 15,0                     |
| Середній мінімум, °C     | 6,4                      | 7,1                      | 7,7                      | 8,3                      | 9,6                      | 11,2                     | 12,5                     | 12,7                     | 12,4                     | 10,8                     | 8,4                      | 6,2                      | 9,4                      |
| Абсолютний мінімум, °C   | −4,4                     | −6,1                     | −2,2                     | −1,7                     | 0,0                      | 1,7                      | 2,2                      | 4,4                      | 1,7                      | −1,1                     | −5                       | −8,3                     | −8,3                     |
| Норма опадів, мм         | 126                      | 130                      | 101                      | 35                       | 12                       | 3                        | 1                        | 1                        | 7                        | 24                       | 55                       | 94                       | 587                      |
| Днів з опадами           | 8,8                      | 9,7                      | 9,1                      | 4,4                      | 2,2                      | 0,6                      | 0,4                      | 0,3                      | 1,2                      | 3,0                      | 4,9                      | 7,7                      | 52,3                     |
| ------------------------ | ------------------------ | ------------------------ | ------------------------ | ------------------------ | ------------------------ | ------------------------ | ------------------------ | ------------------------ | ------------------------ | ------------------------ | ------------------------ | ------------------------ | ------------------------ |
| Джерело: NOAA            |                          |                          |                          |                          |                          |                          |                          |                          |                          |                          |                          |                          |                          |

## Демографія
Згідно з переписом 2010 року, у місті мешкало 45 119 осіб у 19 193 домогосподарствах у складі 7612 родин. Густота населення становила 1347 осіб/км². Було 20553 помешкання (614/км²).
Расовий склад населення:
| - 84,5 % — білих - 5,2 % — азіатів - 1,2 % — чорних або афроамериканців - 0,6 % — корінних американців - 0,1 % — вихідців з тихоокеанських островів - 4,4 % — осіб інших рас |

До двох чи більше рас належало 4,0 %. Частка іспаномовних становила 14,7 % від усіх жителів.
За віковим діапазоном населення розподілялося таким чином: 12,2 % — особи молодші 18 років, 75,8 % — особи у віці 18—64 років, 12,0 % — особи у віці 65 років та старші. Медіана віку мешканця становила 26,5 року. На 100 осіб жіночої статі у місті припадало 109,1 чоловіків; на 100 жінок у віці від 18 років та старших — 110,2 чоловіків також старших 18 років.
Середній дохід на одне домашнє господарство становив 67 268 доларів США (медіана — 46 058), а середній дохід на одну сім'ю — 100 934 долари (медіана — 83 908). Медіана доходів становила 51 533 долари для чоловіків та 41 063 долари для жінок. За межею бідності перебувало 33,4 % осіб, у тому числі 13,3 % дітей у віці до 18 років та 5,8 % осіб у віці 65 років та старших.
Цивільне працевлаштоване населення становило 23 352 особи. Основні галузі зайнятості: освіта, охорона здоров'я та соціальна допомога — 26,8 %, мистецтво, розваги та відпочинок — 16,1 %, роздрібна торгівля — 14,6 %.

## Відомі люди
Тут народилася письменниця Джудіт Макнот.